# Nationalpark Zahamena
Der Nationalpark Zahamena ist ein Nationalpark in Madagaskar. Er liegt 70 km nordwestlich von Tamatave in der Provinz Toamasina. Der Park ist in einen östlichen und westlichen Teil unterteilt. Die Landschaft ist von Hügeln und Flüssen durchzogen. Im Nationalpark liegt der See Alaotra. Dort wohnen die Volksstämme der Betsimisaraka und Sihanaka. Seit 2013 ist er Teil der UNESCO-Welterbestätte Regenwälder von Atsinanana.

## Klima
Das Klima ist feucht und unterliegt im Jahreslauf nur geringen Temperaturschwankungen.

## Flora
In tieferen Lagen herrscht ein dichter tropischer Regenwald vor. Die mittleren Lagen sind mit immergrünen Bäumen und Farnen bewaldet. In den Höhenlagen liegt ein immergrüner Bergwald. Die Flora umfasst 60 Orchideen-, 20 Palmen- und mehr als 500 Baumarten.

## Fauna
Im Park leben 45 Säugetierarten, darunter 13 Lemurenarten wie Diademsifaka, Schwarzweißer Vari, Indris, Fingertier. Als besondere Tierart gilt der Alaotra-Bambuslemur, der nur am gleichnamigen See vorkommt. Bisher wurden dort 112 Vogelarten wie z. B. Geckoweih, Malegasseneule, Blau-Seidenkuckuck, Helmvanga entdeckt. Des Weiteren kommen 29 Fisch-, 62 Amphibien- und 46 Reptilienarten vor. Die komplette Biodiversität des Parks ist noch nicht umfassend erforscht.